# Лобанов, Александр Сергеевич (теннисист)
Александр Сергеевич Лобанов (род. 1 апреля 2001, Сочи, Краснодарский край, Россия) — российский теннисист, мастер спорта России (2019). Финалист чемпионата России в парном смешанном разряде (2024); победитель двенадцати турниров ITF в парном разряде.

## Общая информация
Александр Сергеевич Лобанов родился 1 апреля 2001 года в Сочи, в Краснодарском крае, в России.

## Спортивная карьера

### 2023—2024
В 2023—2024 годах стал победителем десяти турниров ITF в парном разряде.
В конце сентября 2024 года в Казани стал финалистом чемпионата России в парном смешанном разряде вместе с Марией Тимофеевой, где в финальном матче они проиграли Павлу Вербину и Марии Ткачёвой со счётом 7-6, 3-6, 8:10.

## Итоговое место в рейтинге ATP по годам
| Год  | Одиночный рейтинг | Парный рейтинг |
| 2024 | 1123              | 309            |
| 2023 | 984               | 456            |
| 2022 | 1600              | 1716           |
| 2021 | —                 | 2368           |